# Моларен обем
Моларен обем Vm е обемът на един мол от дадено вещество (просто вещество, химично съединение или смес). Моларният обем се получава, като моларната маса M се раздели на плътността ρ на веществото: Vm= M/ρ. Обемът и плътността на газовете зависят силно от температурата и налягането. Затова, когато се каже „моларен обем“, се има предвид твърдо вещество, освен ако не е казано друго.
В Международната система единици (SI) единицата за измерване на моларния обем е кубичен метър на мол (m3/mol).
Трябва да се отбележи, че за молекулярните кристали на простите вещества моларният обем, определян чрез 1 мол молекули, не е равен на атомния обем, тъй като количеството атоми не е равно на количеството молекули. В тези случаи е необходимо да се уточни, дали посочената величина се отнася за молекулярен или за атомен моларен обем. Така например, атомният моларен обем на йода (кристали, състоящи се от двухатомни молекули I2) е двойно по-малък от молекулярния моларен обем.

## Стандартен моларен обем
Съгласно закона на Авогадро, 1 мол идеален газ при нормални условия (T = 273,15 K, P = 101 325 kPa) има един и същ обем:
Vm = RT/P= 22,413962(13) l/mol,
наричан моларен обем на идеалния газ (тук T е абсолютната температура, P – налягането, R – универсална газова константа).